# Llista de topònims d'Aguilar de Segarra
Llista de topònims (noms propis de lloc) del municipi d'Aguilar de Segarra, al Bages
Informació actualitzada per un bot. Els canvis manuals es perdran quan s'actualitzi!

## cabana
| imatge | Nom                       | Ubicat a           | instància de | Detalls | coordenades                                                         | Protecció | Commons (més fotos) | Dades a WD                    |
| ------ | ------------------------- | ------------------ | ------------ | ------- | ------------------------------------------------------------------- | --------- | ------------------- | ----------------------------- |
|        | barraca de l'Hort         | Aguilar de Segarra | cabana       |         | 41° 43′ 02″ N, 1° 37′ 04″ E / 41.7171896682317°N,1.61770710611473°E |           |                     | Modifica les dades a Wikidata |
|        | corral de Centelles       | Aguilar de Segarra | cabana       |         | 41° 44′ 42″ N, 1° 39′ 17″ E / 41.7450643862582°N,1.65477610990658°E |           |                     | Modifica les dades a Wikidata |
|        | pallissa de Serragallarda | Aguilar de Segarra | cabana       |         | 41° 44′ 50″ N, 1° 35′ 29″ E / 41.7473414859469°N,1.59151536589461°E |           |                     | Modifica les dades a Wikidata |

## casa
| imatge | Nom             | Ubicat a           | instància de | Detalls                                  | coordenades                                                                            | Protecció                                  | Commons (més fotos)            | Dades a WD                    |
| ------ | --------------- | ------------------ | ------------ | ---------------------------------------- | -------------------------------------------------------------------------------------- | ------------------------------------------ | ------------------------------ | ----------------------------- |
|        | cal Cases       | Aguilar de Segarra | casa         | Estil: arquitectura popular 19th century | 41° 44′ 55″ N, 1° 37′ 45″ E / 41.748492°N,1.629245°E ca:Barri de Sant Miquel 535 msnm  | bé integrant del patrimoni cultural català | Cal Cases (Aguilar de Segarra) | Modifica les dades a Wikidata |
|        | cal Ferrer Gros | Aguilar de Segarra | casa         | Estil: arquitectura popular              | 41° 43′ 49″ N, 1° 39′ 28″ E / 41.730226°N,1.657835°E ca:Al nucli de Castellar 412 msnm | bé integrant del patrimoni cultural català | Cal Ferrer Gros                | Modifica les dades a Wikidata |
|        | cal Palà        | Aguilar de Segarra | casa         | Estil: arquitectura popular              | 41° 43′ 47″ N, 1° 39′ 20″ E / 41.729754°N,1.655656°E ca:Al nucli de Castellar 401 msnm | bé integrant del patrimoni cultural català | Cal Palà                       | Modifica les dades a Wikidata |

## castell
| imatge | Nom                  | Ubicat a           | instància de | Detalls      | coordenades                                                                       | Protecció                                            | Commons (més fotos)                       | Dades a WD                    |
| ------ | -------------------- | ------------------ | ------------ | ------------ | --------------------------------------------------------------------------------- | ---------------------------------------------------- | ----------------------------------------- | ----------------------------- |
|        | Castell d'Aguilar    | Aguilar de Segarra | castell      |              | 41° 45′ 00″ N, 1° 37′ 39″ E / 41.750118°N,1.627424°E                              | bé d'interès cultural bé cultural d'interès nacional | Castell d'Aguilar de Segarra              | Modifica les dades a Wikidata |
|        | Castell de Castellar | Aguilar de Segarra | castell      | 11st century | 41° 43′ 42″ N, 1° 38′ 58″ E / 41.7283°N,1.64944°E ca:Turó de la Serra del Castell | bé d'interès cultural bé cultural d'interès nacional | Castell de Castellar (Aguilar de Segarra) | Modifica les dades a Wikidata |

## cementiri
| imatge | Nom                                 | Ubicat a           | instància de | Detalls | coordenades                                                         | Protecció | Commons (més fotos) | Dades a WD                    |
| ------ | ----------------------------------- | ------------------ | ------------ | ------- | ------------------------------------------------------------------- | --------- | ------------------- | ----------------------------- |
|        | Cementiri nou d'Aguilar de Segarra  | Aguilar de Segarra | cementiri    |         | 41° 44′ 32″ N, 1° 37′ 04″ E / 41.7423456510925°N,1.6177087904538°E  |           |                     | Modifica les dades a Wikidata |
|        | Cementiri vell d'Aguilar de Segarra | Aguilar de Segarra | cementiri    |         | 41° 45′ 05″ N, 1° 37′ 37″ E / 41.7515273343696°N,1.62703768596603°E |           |                     | Modifica les dades a Wikidata |
|        | cementiri de Castellar              | Aguilar de Segarra | cementiri    |         | 41° 43′ 54″ N, 1° 39′ 00″ E / 41.7317589920336°N,1.64996765697683°E |           |                     | Modifica les dades a Wikidata |

## curs d'aigua
| imatge | Nom                | Ubicat a                                                  | instància de | Detalls                      | coordenades | Protecció | Commons (més fotos) | Dades a WD                    |
| ------ | ------------------ | --------------------------------------------------------- | ------------ | ---------------------------- | --- | --------- | ------------------- | ----------------------------- |
|        | riera de Grevalosa | Aguilar de Segarra Castellfollit del Boix                 | curs d'aigua | Desemboca: riera de Rajadell | 41° 40′ 13″ N, 1° 39′ 48″ E / 41.670372°N,1.663387°E 41° 43′ 41″ N, 1° 39′ 18″ E / 41.728035°N,1.654972°E                                    |           | Riera de Grevalosa  | Modifica les dades a Wikidata |
|        | riera de Rajadell  | Sant Pere Sallavinera Aguilar de Segarra Rajadell Manresa | curs d'aigua | Desemboca: Cardener          | 41° 44′ 53″ N, 1° 35′ 16″ E / 41.748038055555554°N,1.587916111111111°E 41° 42′ 30″ N, 1° 50′ 13″ E / 41.70828805555555°N,1.837033888888889°E |           | Riera de Rajadell   | Modifica les dades a Wikidata |

## entitat singular de població
| imatge | Nom                | Ubicat a           | instància de                                   | Detalls                            | coordenades                                                                             | Protecció                                  | Commons (més fotos)            | Dades a WD                    |
| ------ | ------------------ | ------------------ | ---------------------------------------------- | ---------------------------------- | --------------------------------------------------------------------------------------- | ------------------------------------------ | ------------------------------ | ----------------------------- |
|        | Aguilar de Segarra | Aguilar de Segarra | entitat singular de població capital municipal | 187 hab                            | 41° 44′ 22″ N, 1° 37′ 53″ E / 41.73937°N,1.63134°E 490 msnm                             |                                            |                                | Modifica les dades a Wikidata |
|        | Castellar          | Aguilar de Segarra | entitat singular de població                   | 78 hab                             | 41° 43′ 44″ N, 1° 39′ 15″ E / 41.72895278°N,1.65408611°E 400 msnm                       |                                            | Castellar (Aguilar de Segarra) | Modifica les dades a Wikidata |
|        | les Coromines      | Aguilar de Segarra | entitat singular de població edifici           | Estil: arquitectura popular 26 hab | 41° 43′ 09″ N, 1° 34′ 43″ E / 41.719122°N,1.578669°E ca:Barri de les Coromines 650 msnm | bé integrant del patrimoni cultural català | Les Coromines                  | Modifica les dades a Wikidata |

## església
| imatge | Nom                                       | Ubicat a           | instància de     | Detalls                                           | coordenades | Protecció                                  | Commons (més fotos)                       | Dades a WD                    |
| ------ | ----------------------------------------- | ------------------ | ---------------- | ------------------------------------------------- | --- | ------------------------------------------ | ----------------------------------------- | ----------------------------- |
|        | Mare de Déu del Candeler de les Coromines | Aguilar de Segarra | església         | Estil: arquitectura popular                       | 41° 43′ 09″ N, 1° 34′ 42″ E / 41.719147°N,1.578357°E ca:Barri de les Coromines 650 msnm                                                    | bé integrant del patrimoni cultural català | Mare de Déu del Candeler de les Coromines | Modifica les dades a Wikidata |
|        | Sant Andreu d'Aguilar                     | Aguilar de Segarra | església         | Estil: arquitectura popular 1940s                 | 41° 44′ 33″ N, 1° 37′ 15″ E / 41.742438°N,1.620823°E ca:Accés des de la carretera BV-3009 a la BV-3008 de Fonollosa al Barri de l'Estació. | bé integrant del patrimoni cultural català | Sant Andreu d'Aguilar                     | Modifica les dades a Wikidata |
|        | Sant Miquel de Castellar                  | Aguilar de Segarra | església capella | 11st century                                      | 41° 43′ 40″ N, 1° 38′ 57″ E / 41.727891°N,1.649238°E ca:Recinte del Castell de Castellar                                                   | bé integrant del patrimoni cultural català | Sant Miquel de Castellar                  | Modifica les dades a Wikidata |
|        | Sant Valentí d'Aguilar de Segarra         | Aguilar de Segarra | església         | Estil: arquitectura gòtica                        | 41° 43′ 15″ N, 1° 37′ 43″ E / 41.720793°N,1.628595°E                                                                                       | bé integrant del patrimoni cultural català | Sant Valentí d'Aguilar de Segarra         | Modifica les dades a Wikidata |
|        | Santa Magdalena de Còdol-Rodon            | Aguilar de Segarra | església         | Estil: arquitectura gòtica                        | 41° 43′ 48″ N, 1° 36′ 31″ E / 41.729981°N,1.608503°E ca:Camí de la Solella de Cal Benet a Santa Magdalena del Còdol-rodon 700 msnm         | bé integrant del patrimoni cultural català | Santa Magdalena de Còdol-Rodon            | Modifica les dades a Wikidata |
|        | Santa Maria del Grauet                    | Aguilar de Segarra | església         | Estil: arquitectura romànica                      | 41° 42′ 33″ N, 1° 37′ 06″ E / 41.70930555555555°N,1.6182777777777777°E                                                                     | bé integrant del patrimoni cultural català | Santa Maria del Grauet                    | Modifica les dades a Wikidata |
|        | capella de Sant Miquel                    | Aguilar de Segarra | església         | Estil: arquitectura romànica arquitectura barroca | 41° 44′ 52″ N, 1° 37′ 42″ E / 41.747715°N,1.628409°E ca:Barri de Sant Miquel 529 msnm                                                      | bé integrant del patrimoni cultural català | Capella de Sant Miquel d'Aguilar          | Modifica les dades a Wikidata |

## masia
| imatge | Nom                      | Ubicat a           | instància de | Detalls                                  | coordenades | Protecció                                  | Commons (més fotos)             | Dades a WD                    |
| ------ | ------------------------ | ------------------ | ------------ | ---------------------------------------- | --- | ------------------------------------------ | ------------------------------- | ----------------------------- |
|        | Becardit                 | Aguilar de Segarra | masia        |                                          | 41° 44′ 20″ N, 1° 36′ 24″ E / 41.7388539701963°N,1.60676853231894°E                                                                                             |                                            |                                 | Modifica les dades a Wikidata |
|        | Bolederes                | Aguilar de Segarra | masia        |                                          | 41° 41′ 57″ N, 1° 36′ 38″ E / 41.69911667°N,1.61053333°E 571 msnm                                                                                               |                                            |                                 | Modifica les dades a Wikidata |
|        | Botines                  | Aguilar de Segarra | masia        |                                          | 41° 45′ 50″ N, 1° 36′ 27″ E / 41.763965539619°N,1.60757268060269°E                                                                                              |                                            |                                 | Modifica les dades a Wikidata |
|        | Ca l'Abadal              | Aguilar de Segarra | masia        | 16th century                             | 41° 43′ 08″ N, 1° 38′ 40″ E / 41.7189042659495°N,1.64444237745425°E ca:En un vessant entre el Camí de Cal Magí i la Riera de la Grevalosa                       |                                            |                                 | Modifica les dades a Wikidata |
|        | Ca l'Andreu              | Aguilar de Segarra | masia        | 19th century                             | 41° 42′ 10″ N, 1° 35′ 36″ E / 41.7026437383658°N,1.5932245369834°E ca:A l'Obaga de l'Estrada, entre la Carena de l'Estrada i el Torrent de l'Obaga de l'Estrada |                                            |                                 | Modifica les dades a Wikidata |
|        | Ca l'Escuder             | Aguilar de Segarra | masia        | 14th century                             | 41° 45′ 35″ N, 1° 37′ 33″ E / 41.7598453878445°N,1.62593411839084°E ca:Carretera BV-3008, en un accés al km 18.50 en direcció Fonollosa                         |                                            |                                 | Modifica les dades a Wikidata |
|        | Ca l'Ignasi              | Aguilar de Segarra | masia        |                                          | 41° 41′ 39″ N, 1° 36′ 20″ E / 41.6941831144236°N,1.60552201421945°E                                                                                             |                                            |                                 | Modifica les dades a Wikidata |
|        | Ca l'Oller               | Aguilar de Segarra | masia        | Estil: arquitectura popular              | 41° 45′ 29″ N, 1° 37′ 23″ E / 41.758055555556°N,1.6230555555556°E                                                                                               | bé integrant del patrimoni cultural català | Ca l'Oller (Aguilar de Segarra) | Modifica les dades a Wikidata |
|        | Cal Calcina              | Aguilar de Segarra | masia        |                                          | 41° 43′ 50″ N, 1° 39′ 31″ E / 41.7305620216665°N,1.65850553877237°E                                                                                             |                                            |                                 | Modifica les dades a Wikidata |
|        | Cal Camalligat           | Aguilar de Segarra | masia        |                                          | 41° 44′ 16″ N, 1° 37′ 37″ E / 41.7377997677001°N,1.62693332992727°E                                                                                             |                                            |                                 | Modifica les dades a Wikidata |
|        | Cal Canonge              | Aguilar de Segarra | masia        |                                          | 41° 45′ 36″ N, 1° 37′ 40″ E / 41.7600554699653°N,1.62768590535679°E                                                                                             |                                            |                                 | Modifica les dades a Wikidata |
|        | Cal Caselles             | Aguilar de Segarra | masia        | 16th century                             | 41° 42′ 43″ N, 1° 38′ 33″ E / 41.7119000288398°N,1.64241390136096°E ca:A la franja de llevant del terme, entre el puig de Caselles i la Riera de Grevalosa      |                                            |                                 | Modifica les dades a Wikidata |
|        | Cal Casimir              | Aguilar de Segarra | masia        |                                          | 41° 44′ 34″ N, 1° 39′ 03″ E / 41.7427845829703°N,1.65084308713259°E                                                                                             |                                            |                                 | Modifica les dades a Wikidata |
|        | Cal Dalmases             | Aguilar de Segarra | masia        |                                          | 41° 45′ 33″ N, 1° 37′ 27″ E / 41.7590579864919°N,1.62411047287588°E                                                                                             |                                            |                                 | Modifica les dades a Wikidata |
|        | Cal Damià                | Aguilar de Segarra | masia        |                                          | 41° 44′ 20″ N, 1° 35′ 15″ E / 41.73889167°N,1.58759722°E 609 msnm                                                                                               |                                            |                                 | Modifica les dades a Wikidata |
|        | Cal Ferran               | Aguilar de Segarra | masia        |                                          | 41° 43′ 56″ N, 1° 38′ 47″ E / 41.732311568363°N,1.64640898296568°E                                                                                              |                                            |                                 | Modifica les dades a Wikidata |
|        | Cal Ferreret             | Aguilar de Segarra | masia        |                                          | 41° 43′ 57″ N, 1° 38′ 47″ E / 41.7326097105677°N,1.64648689148078°E                                                                                             |                                            |                                 | Modifica les dades a Wikidata |
|        | Cal Fuster               | Aguilar de Segarra | masia        |                                          | 41° 45′ 37″ N, 1° 37′ 08″ E / 41.7602822653219°N,1.61880346203014°E                                                                                             |                                            |                                 | Modifica les dades a Wikidata |
|        | Cal Fèlix                | Aguilar de Segarra | masia        |                                          | 41° 44′ 46″ N, 1° 37′ 11″ E / 41.7460999460345°N,1.61982912356302°E                                                                                             |                                            |                                 | Modifica les dades a Wikidata |
|        | Cal Garro                | Aguilar de Segarra | masia        |                                          | 41° 44′ 14″ N, 1° 38′ 53″ E / 41.7371047980901°N,1.64807599359576°E                                                                                             |                                            |                                 | Modifica les dades a Wikidata |
|        | Cal Girald               | Aguilar de Segarra | masia        |                                          | 41° 44′ 31″ N, 1° 36′ 48″ E / 41.7418426897365°N,1.61334217577584°E                                                                                             |                                            |                                 | Modifica les dades a Wikidata |
|        | Cal Jaume                | Aguilar de Segarra | masia        |                                          | 41° 42′ 07″ N, 1° 35′ 23″ E / 41.7020257743899°N,1.58983680340894°E                                                                                             |                                            |                                 | Modifica les dades a Wikidata |
|        | Cal Jaumet               | Aguilar de Segarra | masia        |                                          | 41° 44′ 16″ N, 1° 36′ 04″ E / 41.7378500218753°N,1.60123464741948°E                                                                                             |                                            |                                 | Modifica les dades a Wikidata |
|        | Cal Llema                | Aguilar de Segarra | masia        |                                          | 41° 42′ 29″ N, 1° 38′ 44″ E / 41.7080744964508°N,1.64566756209101°E                                                                                             |                                            |                                 | Modifica les dades a Wikidata |
|        | Cal Llobet               | Aguilar de Segarra | masia        |                                          | 41° 42′ 18″ N, 1° 36′ 48″ E / 41.7049692920841°N,1.6133776884489°E                                                                                              |                                            |                                 | Modifica les dades a Wikidata |
|        | Cal Marietes             | Aguilar de Segarra | masia        |                                          | 41° 43′ 10″ N, 1° 35′ 04″ E / 41.719440025398°N,1.5843108315079°E                                                                                               |                                            |                                 | Modifica les dades a Wikidata |
|        | Cal Mates                | Aguilar de Segarra | masia        |                                          | 41° 43′ 36″ N, 1° 39′ 04″ E / 41.7266382354624°N,1.65108481622921°E                                                                                             |                                            |                                 | Modifica les dades a Wikidata |
|        | Cal Maçana               | Aguilar de Segarra | masia        |                                          | 41° 43′ 50″ N, 1° 39′ 28″ E / 41.7306696747187°N,1.65769770585468°E                                                                                             |                                            |                                 | Modifica les dades a Wikidata |
|        | Cal Mestre               | Aguilar de Segarra | masia        |                                          | 41° 45′ 35″ N, 1° 37′ 07″ E / 41.7596143474079°N,1.6186854661515°E                                                                                              |                                            |                                 | Modifica les dades a Wikidata |
|        | Cal Met                  | Aguilar de Segarra | masia        |                                          | 41° 45′ 50″ N, 1° 37′ 43″ E / 41.7639573153925°N,1.62860123960094°E                                                                                             |                                            |                                 | Modifica les dades a Wikidata |
|        | Cal Miquelet             | Aguilar de Segarra | masia        |                                          | 41° 44′ 29″ N, 1° 38′ 02″ E / 41.7414027986222°N,1.63375934964211°E                                                                                             |                                            |                                 | Modifica les dades a Wikidata |
|        | Cal Miqueló              | Aguilar de Segarra | masia        |                                          | 41° 43′ 05″ N, 1° 35′ 43″ E / 41.7181078721384°N,1.59538773050927°E                                                                                             |                                            |                                 | Modifica les dades a Wikidata |
|        | Cal Montserrat           | Aguilar de Segarra | masia        |                                          | 41° 44′ 50″ N, 1° 37′ 44″ E / 41.7473150500876°N,1.62878715925777°E                                                                                             |                                            |                                 | Modifica les dades a Wikidata |
|        | Cal Pagès                | Aguilar de Segarra | masia        |                                          | 41° 43′ 57″ N, 1° 38′ 41″ E / 41.7326343266556°N,1.64475489956902°E                                                                                             |                                            |                                 | Modifica les dades a Wikidata |
|        | Cal Pallarès             | Aguilar de Segarra | masia        |                                          | 41° 45′ 55″ N, 1° 37′ 47″ E / 41.7653396273975°N,1.62971467016575°E                                                                                             |                                            |                                 | Modifica les dades a Wikidata |
|        | Cal Palomes              | Aguilar de Segarra | masia        |                                          | 41° 44′ 16″ N, 1° 38′ 56″ E / 41.737737427057°N,1.64902473059195°E                                                                                              |                                            |                                 | Modifica les dades a Wikidata |
|        | Cal Pepa                 | Aguilar de Segarra | masia        |                                          | 41° 42′ 37″ N, 1° 35′ 16″ E / 41.710341853085°N,1.58786406748899°E                                                                                              |                                            |                                 | Modifica les dades a Wikidata |
|        | Cal Pere Puig            | Aguilar de Segarra | masia        |                                          | 41° 44′ 14″ N, 1° 38′ 04″ E / 41.7372764451724°N,1.63441199756262°E                                                                                             |                                            |                                 | Modifica les dades a Wikidata |
|        | Cal Queralt              | Aguilar de Segarra | masia        | 1989                                     | 41° 45′ 40″ N, 1° 37′ 25″ E / 41.7611592631965°N,1.62358440095884°E ca:Carretera BV-3008 direcció Fonollosa al km 18.50, a l'esquerra                           |                                            |                                 | Modifica les dades a Wikidata |
|        | Cal Quico                | Aguilar de Segarra | masia        |                                          | 41° 41′ 44″ N, 1° 36′ 24″ E / 41.69567383996°N,1.60664346140852°E                                                                                               |                                            |                                 | Modifica les dades a Wikidata |
|        | Cal Rajadell             | Aguilar de Segarra | masia        |                                          | 41° 45′ 47″ N, 1° 37′ 30″ E / 41.7630570349594°N,1.62486711469379°E                                                                                             |                                            |                                 | Modifica les dades a Wikidata |
|        | Cal Ramon                | Aguilar de Segarra | masia        |                                          | 41° 44′ 35″ N, 1° 39′ 07″ E / 41.7431749131937°N,1.65186915967757°E                                                                                             |                                            |                                 | Modifica les dades a Wikidata |
|        | Cal Ramon Xic            | Aguilar de Segarra | masia        |                                          | 41° 44′ 27″ N, 1° 37′ 30″ E / 41.7408851781608°N,1.6250998204988°E                                                                                              |                                            |                                 | Modifica les dades a Wikidata |
|        | Cal Ramonet              | Aguilar de Segarra | masia        |                                          | 41° 45′ 41″ N, 1° 37′ 28″ E / 41.7614323478829°N,1.62457701240147°E                                                                                             |                                            |                                 | Modifica les dades a Wikidata |
|        | Cal Ribera               | Aguilar de Segarra | masia        | 16th century                             | 41° 42′ 49″ N, 1° 35′ 51″ E / 41.71355833°N,1.59749167°E ca:Barri de les Coromines, Accés des del camí de les Coromines a Cal Ribera, Km 1,85 710 msnm          |                                            |                                 | Modifica les dades a Wikidata |
|        | Cal Salines              | Aguilar de Segarra | masia        |                                          | 41° 44′ 18″ N, 1° 37′ 55″ E / 41.7383894083976°N,1.63181502313456°E                                                                                             |                                            |                                 | Modifica les dades a Wikidata |
|        | Cal Semís                | Aguilar de Segarra | masia        |                                          | 41° 43′ 38″ N, 1° 37′ 33″ E / 41.727183175769°N,1.6258227526172°E                                                                                               |                                            |                                 | Modifica les dades a Wikidata |
|        | Cal Teixidor             | Aguilar de Segarra | masia        |                                          | 41° 43′ 44″ N, 1° 39′ 17″ E / 41.7289605121682°N,1.65479956900965°E                                                                                             |                                            |                                 | Modifica les dades a Wikidata |
|        | Cal Teixidoret           | Aguilar de Segarra | masia        |                                          | 41° 44′ 19″ N, 1° 37′ 52″ E / 41.7384792922338°N,1.63104350123886°E                                                                                             |                                            |                                 | Modifica les dades a Wikidata |
|        | Cal Tinet                | Aguilar de Segarra | masia        |                                          | 41° 43′ 20″ N, 1° 37′ 47″ E / 41.722169778395°N,1.62968263800013°E                                                                                              |                                            |                                 | Modifica les dades a Wikidata |
|        | Cal Ton Mates            | Aguilar de Segarra | masia        |                                          | 41° 43′ 17″ N, 1° 37′ 16″ E / 41.7212659935601°N,1.62114217897012°E                                                                                             |                                            |                                 | Modifica les dades a Wikidata |
|        | Cal Ton del Met          | Aguilar de Segarra | masia        |                                          | 41° 44′ 03″ N, 1° 35′ 49″ E / 41.734037944173°N,1.5968184041643°E                                                                                               |                                            |                                 | Modifica les dades a Wikidata |
|        | Cal Torres               | Aguilar de Segarra | masia        |                                          | 41° 43′ 21″ N, 1° 36′ 31″ E / 41.7226104761169°N,1.60864636343295°E                                                                                             |                                            |                                 | Modifica les dades a Wikidata |
|        | Cal Tristany             | Aguilar de Segarra | masia        |                                          | 41° 44′ 16″ N, 1° 37′ 31″ E / 41.7378249498965°N,1.6252733310492°E                                                                                              |                                            |                                 | Modifica les dades a Wikidata |
|        | Cal Vermell              | Aguilar de Segarra | masia        |                                          | 41° 43′ 03″ N, 1° 37′ 41″ E / 41.7175578215439°N,1.62813371011355°E                                                                                             |                                            |                                 | Modifica les dades a Wikidata |
|        | Cal Xinco                | Aguilar de Segarra | masia        |                                          | 41° 42′ 34″ N, 1° 38′ 13″ E / 41.7093483206527°N,1.63685435766063°E                                                                                             |                                            |                                 | Modifica les dades a Wikidata |
|        | Can Basomba              | Aguilar de Segarra | masia        |                                          | 41° 42′ 31″ N, 1° 33′ 11″ E / 41.7086662842449°N,1.55309193020924°E                                                                                             |                                            |                                 | Modifica les dades a Wikidata |
|        | Can Benet                | Aguilar de Segarra | masia        |                                          | 41° 43′ 07″ N, 1° 37′ 00″ E / 41.718519475317°N,1.61669284340804°E                                                                                              |                                            |                                 | Modifica les dades a Wikidata |
|        | Can Ponarreta            | Aguilar de Segarra | masia        |                                          | 41° 43′ 05″ N, 1° 34′ 00″ E / 41.7181760292867°N,1.56663106425534°E                                                                                             |                                            |                                 | Modifica les dades a Wikidata |
|        | Can Xoriguera            | Aguilar de Segarra | masia        |                                          | 41° 42′ 24″ N, 1° 34′ 11″ E / 41.7065521465388°N,1.56983403613868°E                                                                                             |                                            |                                 | Modifica les dades a Wikidata |
|        | Comenroca                | Aguilar de Segarra | masia        | Estil: arquitectura popular              | 41° 42′ 44″ N, 1° 37′ 42″ E / 41.712281°N,1.628424°E | bé integrant del patrimoni cultural català | Comenroca                       | Modifica les dades a Wikidata |
|        | Còdol-Rodon              | Aguilar de Segarra | masia        | Estil: arquitectura popular              | 41° 43′ 47″ N, 1° 36′ 30″ E / 41.729838°N,1.608404°E ca:Serra de Còdol Rodon 700 msnm                                                                           | bé integrant del patrimoni cultural català | Còdol-Rodon                     | Modifica les dades a Wikidata |
|        | Ferriola Nou             | Aguilar de Segarra | masia        |                                          | 41° 44′ 28″ N, 1° 37′ 57″ E / 41.7409835779552°N,1.63258972042117°E                                                                                             |                                            |                                 | Modifica les dades a Wikidata |
|        | Ferriola Vell            | Aguilar de Segarra | masia        |                                          | 41° 44′ 55″ N, 1° 38′ 02″ E / 41.7485373679271°N,1.63386063184605°E                                                                                             |                                            |                                 | Modifica les dades a Wikidata |
|        | Figuera                  | Aguilar de Segarra | masia        |                                          | 41° 45′ 45″ N, 1° 36′ 53″ E / 41.7624858714382°N,1.61481045936647°E                                                                                             |                                            |                                 | Modifica les dades a Wikidata |
|        | Puig-altet               | Aguilar de Segarra | masia        |                                          | 41° 41′ 56″ N, 1° 34′ 50″ E / 41.69878889°N,1.58051389°E 722 msnm                                                                                               |                                            |                                 | Modifica les dades a Wikidata |
|        | Puigfarner               | Aguilar de Segarra | masia        |                                          | 41° 42′ 34″ N, 1° 33′ 58″ E / 41.7093612837987°N,1.56614180102954°E                                                                                             |                                            |                                 | Modifica les dades a Wikidata |
|        | Serragallarda            | Aguilar de Segarra | masia        | Estil: arquitectura popular              | 41° 44′ 52″ N, 1° 35′ 33″ E / 41.74764°N,1.592511°E | bé integrant del patrimoni cultural català | Serragallarda                   | Modifica les dades a Wikidata |
|        | Vila-seca                | Aguilar de Segarra | masia        |                                          | 41° 45′ 28″ N, 1° 36′ 05″ E / 41.7576936877541°N,1.60138114299759°E                                                                                             |                                            |                                 | Modifica les dades a Wikidata |
|        | can Prat                 | Aguilar de Segarra | masia        | Estil: arquitectura popular 18th century | 41° 44′ 24″ N, 1° 35′ 57″ E / 41.740096°N,1.599127°E ca:Carretera N-141b, km 23,2 514 msnm                                                                      | bé integrant del patrimoni cultural català | Can Prat (Aguilar de Segarra)   | Modifica les dades a Wikidata |
|        | el Cau de la Guineu      | Aguilar de Segarra | masia        |                                          | 41° 44′ 28″ N, 1° 35′ 25″ E / 41.7411403147946°N,1.59041226421581°E                                                                                             |                                            |                                 | Modifica les dades a Wikidata |
|        | el Colomer               | Aguilar de Segarra | masia        |                                          | 41° 43′ 20″ N, 1° 38′ 53″ E / 41.7221348000041°N,1.6480171899099°E                                                                                              |                                            |                                 | Modifica les dades a Wikidata |
|        | el Maset                 | Aguilar de Segarra | masia        |                                          | 41° 42′ 07″ N, 1° 34′ 42″ E / 41.70207111°N,1.57843889°E 696 msnm                                                                                               |                                            |                                 | Modifica les dades a Wikidata |
|        | el Revell                | Aguilar de Segarra | masia        |                                          | 41° 43′ 26″ N, 1° 39′ 06″ E / 41.7239056344788°N,1.65155074643746°E ca:Castellar 490 msnm                                                                       |                                            | El Revell (Aguilar de Segarra)  | Modifica les dades a Wikidata |
|        | el Rossimort             | Aguilar de Segarra | masia        |                                          | 41° 44′ 38″ N, 1° 35′ 17″ E / 41.7439230939376°N,1.58818667325377°E                                                                                             |                                            |                                 | Modifica les dades a Wikidata |
|        | el Soler                 | Aguilar de Segarra | masia        | Estat: ruïnós                            | 41° 42′ 19″ N, 1° 36′ 54″ E / 41.7054°N,1.61512°E 560 msnm |                                            |                                 | Modifica les dades a Wikidata |
|        | el Trullàs               | Aguilar de Segarra | masia        |                                          | 41° 42′ 52″ N, 1° 33′ 49″ E / 41.7145725117185°N,1.56368192410267°E                                                                                             |                                            |                                 | Modifica les dades a Wikidata |
|        | el Vendrell              | Aguilar de Segarra | masia        |                                          | 41° 44′ 01″ N, 1° 37′ 45″ E / 41.733529346447°N,1.6292947213327°E                                                                                               |                                            |                                 | Modifica les dades a Wikidata |
|        | els Caus                 | Aguilar de Segarra | masia        | Estil: arquitectura popular              | 41° 44′ 17″ N, 1° 36′ 51″ E / 41.737974°N,1.614166°E ca:Carretera N-141b, km 22,3, a 200 metres 475 msnm                                                        | bé integrant del patrimoni cultural català | Els Caus (Aguilar de Segarra)   | Modifica les dades a Wikidata |
|        | els Plans                | Aguilar de Segarra | masia        |                                          | 41° 44′ 24″ N, 1° 38′ 41″ E / 41.740017866813°N,1.6447897288035°E                                                                                               |                                            |                                 | Modifica les dades a Wikidata |
|        | l'Estrada                | Aguilar de Segarra | masia        | Estil: arquitectura popular 18th century | 41° 42′ 39″ N, 1° 33′ 19″ E / 41.71088°N,1.555239°E ca:Sud-oest del terme municipal, a prop dels Prats de Rei 633 msnm                                          | bé integrant del patrimoni cultural català | L'Estrada (Aguilar de Segarra)  | Modifica les dades a Wikidata |
|        | la Casa Nova d'en Benet  | Aguilar de Segarra | masia        |                                          | 41° 42′ 57″ N, 1° 37′ 21″ E / 41.7157600754927°N,1.62241390103241°E                                                                                             |                                            |                                 | Modifica les dades a Wikidata |
|        | la Casanova              | Aguilar de Segarra | masia        |                                          | 41° 45′ 41″ N, 1° 36′ 36″ E / 41.7614811377386°N,1.60992403560088°E                                                                                             |                                            |                                 | Modifica les dades a Wikidata |
|        | la Casanova de Centelles | Aguilar de Segarra | masia        |                                          | 41° 44′ 35″ N, 1° 39′ 04″ E / 41.7430410874145°N,1.65121052514802°E                                                                                             |                                            |                                 | Modifica les dades a Wikidata |
|        | la Casilla               | Aguilar de Segarra | masia        |                                          | 41° 42′ 12″ N, 1° 35′ 41″ E / 41.7032652664294°N,1.5947012967766°E                                                                                              |                                            |                                 | Modifica les dades a Wikidata |
|        | la Masia                 | Aguilar de Segarra | masia        |                                          | 41° 43′ 44″ N, 1° 38′ 14″ E / 41.7288894682022°N,1.63730695519486°E                                                                                             |                                            |                                 | Modifica les dades a Wikidata |
|        | la Masia de Castellar    | Aguilar de Segarra | masia        | Estil: arquitectura popular 17th century | 41° 43′ 43″ N, 1° 38′ 13″ E / 41.72864°N,1.637037°E ca:A la riba esquerra de la ribera de Maçana, a llevant del Castell de Castellar                            | bé integrant del patrimoni cultural català | La Masia de Castellar           | Modifica les dades a Wikidata |
|        | la Riera                 | Aguilar de Segarra | masia        | Estil: arquitectura popular 14th century | 41° 45′ 01″ N, 1° 37′ 19″ E / 41.750403°N,1.621831°E ca:Barri de Sant Miquel 516 msnm                                                                           | bé integrant del patrimoni cultural català | La Riera (Aguilar de Segarra)   | Modifica les dades a Wikidata |

## molí d'aigua
| imatge | Nom                      | Ubicat a           | instància de | Detalls                                  | coordenades | Protecció                                  | Commons (més fotos)      | Dades a WD                    |
| ------ | ------------------------ | ------------------ | ------------ | ---------------------------------------- | --- | ------------------------------------------ | ------------------------ | ----------------------------- |
|        | Molí de Can Vila         | Aguilar de Segarra | molí d'aigua | Estil: arquitectura popular              | 41° 44′ 19″ N, 1° 37′ 26″ E / 41.738503°N,1.62376°E                                                                                            | bé integrant del patrimoni cultural català | Molí de Can Vila         | Modifica les dades a Wikidata |
|        | Molí de Castellar        | Aguilar de Segarra | molí d'aigua | Estil: arquitectura popular 14th century | 41° 43′ 44″ N, 1° 39′ 14″ E / 41.728815°N,1.653845°E ca:A la Plaça de Castellar, al Nucli de Castellar                                         | bé integrant del patrimoni cultural català | Molí de Castellar        | Modifica les dades a Wikidata |
|        | Molí del Ribalta de Baix | Aguilar de Segarra | molí d'aigua | Estil: arquitectura popular 1783         | 41° 44′ 39″ N, 1° 35′ 21″ E / 41.744055°N,1.589089°E ca:A prop del límit municipal amb Sant Pere Sallavinera, al costat de la carretera N-141b | bé integrant del patrimoni cultural català | Molí del Ribalta de Baix | Modifica les dades a Wikidata |
|        | Molí del Ribalta de Dalt | Aguilar de Segarra | molí d'aigua | Estil: arquitectura popular 1790         | 41° 44′ 41″ N, 1° 35′ 18″ E / 41.744763°N,1.588202°E ca:A prop del límit municipal amb Sant Pere Sallavinera, al costat de la carretera N-141b | bé integrant del patrimoni cultural català | Molí del Ribalta de Dalt | Modifica les dades a Wikidata |
|        | el Molinot Nou           | Aguilar de Segarra | molí d'aigua |                                          | 41° 43′ 51″ N, 1° 38′ 25″ E / 41.7307165510912°N,1.64023820655024°E                                                                            |                                            |                          | Modifica les dades a Wikidata |
|        | el Molinot Vell          | Aguilar de Segarra | molí d'aigua |                                          | 41° 43′ 47″ N, 1° 38′ 28″ E / 41.7298163361704°N,1.64103872803561°E                                                                            |                                            |                          | Modifica les dades a Wikidata |

## muntanya
| imatge | Nom         | Ubicat a           | instància de | Detalls | coordenades                                                  | Protecció | Commons (més fotos) | Dades a WD                    |
| ------ | ----------- | ------------------ | ------------ | ------- | ------------------------------------------------------------ | --------- | ------------------- | ----------------------------- |
|        | Caselles    | Aguilar de Segarra | muntanya     |         | 41° 42′ 45″ N, 1° 38′ 15″ E / 41.7126°N,1.63761°E 695.2 msnm |           |                     | Modifica les dades a Wikidata |
|        | Puig Pedrós | Aguilar de Segarra | muntanya     |         | 41° 45′ 00″ N, 1° 36′ 49″ E / 41.7501°N,1.61374°E 637.9 msnm |           |                     | Modifica les dades a Wikidata |
|        | la Monjoia  | Aguilar de Segarra | muntanya     |         | 41° 43′ 58″ N, 1° 37′ 29″ E / 41.7327°N,1.62459°E 654 msnm   |           |                     | Modifica les dades a Wikidata |

## nucli de població
| imatge | Nom         | Ubicat a           | instància de      | Detalls | coordenades                                                         | Protecció | Commons (més fotos) | Dades a WD                    |
| ------ | ----------- | ------------------ | ----------------- | ------- | ------------------------------------------------------------------- | --------- | ------------------- | ----------------------------- |
|        | Sant Miquel | Aguilar de Segarra | nucli de població |         | 41° 44′ 46″ N, 1° 37′ 23″ E / 41.746063614809°N,1.6230148419389°E   |           |                     | Modifica les dades a Wikidata |
|        | l'Estació   | Aguilar de Segarra | nucli de població |         | 41° 44′ 21″ N, 1° 37′ 22″ E / 41.7392721662549°N,1.62277726231378°E |           |                     | Modifica les dades a Wikidata |

## pont
| imatge | Nom                         | Ubicat a           | instància de | Detalls                       | coordenades | Protecció | Commons (més fotos) | Dades a WD                    |
| ------ | --------------------------- | ------------------ | ------------ | ----------------------------- | --- | --------- | ------------------- | ----------------------------- |
|        | Pont a la Riera de Rajadell | Aguilar de Segarra | pont         | 1913 Estat: bon estat         | 41° 44′ 15″ N, 1° 37′ 18″ E / 41.7374°N,1.6217°E ca:Sobre la Riera de Rajadell, gairebé sota un viaducte de la C-25. 462 msnm |           |                     | Modifica les dades a Wikidata |
|        | Pont de Cal Baldiri         | Aguilar de Segarra | pont         |                               | 41° 44′ 50″ N, 1° 35′ 19″ E / 41.747171300472°N,1.58865670469341°E                                                            |           |                     | Modifica les dades a Wikidata |
|        | Pont de Castellar           | Aguilar de Segarra | pont         | 20th century Estat: bon estat | 41° 43′ 46″ N, 1° 39′ 18″ E / 41.72943°N,1.65493°E ca:Nucli de Castellar 402 msnm                                             |           |                     | Modifica les dades a Wikidata |
|        | Pont de la Riera            | Aguilar de Segarra | pont         |                               | 41° 44′ 57″ N, 1° 37′ 16″ E / 41.7491960718043°N,1.62114592626087°E                                                           |           |                     | Modifica les dades a Wikidata |
|        | Pont del Ferran             | Aguilar de Segarra | pont         |                               | 41° 43′ 15″ N, 1° 34′ 11″ E / 41.7209608315592°N,1.56965879870366°E                                                           |           |                     | Modifica les dades a Wikidata |

## serra
| imatge | Nom                   | Ubicat a                                        | instància de | Detalls | coordenades                                                         | Protecció | Commons (més fotos) | Dades a WD                    |
| ------ | --------------------- | ----------------------------------------------- | ------------ | ------- | ------------------------------------------------------------------- | --------- | ------------------- | ----------------------------- |
|        | Serra del Còdol-rodon | Aguilar de Segarra                              | serra        |         | 41° 43′ 59″ N, 1° 36′ 59″ E / 41.73299167°N,1.61632778°E 685.9 msnm |           |                     | Modifica les dades a Wikidata |
|        | serra de Clarena      | Aguilar de Segarra Castellfollit del Boix       | serra        |         | 41° 42′ 01″ N, 1° 38′ 04″ E / 41.7001475°N,1.63435667°E 799.2 msnm  |           |                     | Modifica les dades a Wikidata |
|        | serra de la Vall      | Aguilar de Segarra Fonollosa Rajadell           | serra        |         | 41° 45′ 09″ N, 1° 38′ 49″ E / 41.7526°N,1.64706°E 680.6 msnm        |           |                     | Modifica les dades a Wikidata |
|        | serra del Cementiri   | Aguilar de Segarra                              | serra        |         | 41° 45′ 20″ N, 1° 37′ 47″ E / 41.7555°N,1.62971°E 645.8 msnm        |           |                     | Modifica les dades a Wikidata |
|        | serra del Colomer     | Aguilar de Segarra Rajadell                     | serra        |         | 41° 43′ 07″ N, 1° 40′ 02″ E / 41.718715°N,1.66709778°E 707.8 msnm   |           |                     | Modifica les dades a Wikidata |
|        | serra del Soler       | Aguilar de Segarra Castellfollit del Boix Rubió | serra        |         | 41° 41′ 33″ N, 1° 37′ 15″ E / 41.6924°N,1.62081°E 799.2 msnm        |           |                     | Modifica les dades a Wikidata |

## Misc
| imatge | Nom                                    | Ubicat a           | instància de           | Detalls   | coordenades                                                            | Protecció | Commons (més fotos)              | Dades a WD                    |
| ------ | -------------------------------------- | ------------------ | ---------------------- | --------- | ---------------------------------------------------------------------- | --------- | -------------------------------- | ----------------------------- |
|        | Caselles                               | Aguilar de Segarra | vèrtex geodèsic        | Alt: 1.2m | 41° 42′ 46″ N, 1° 38′ 15″ E / 41.71291°N,1.637552°E 694.506 msnm       |           |                                  | Modifica les dades a Wikidata |
|        | Estació d'Aguilar de Segarra           | Aguilar de Segarra | estació de ferrocarril |           | 41° 44′ 20″ N, 1° 37′ 25″ E / 41.73886111111111°N,1.6237499999999998°E |           | Aguilar de Segarra train station | Modifica les dades a Wikidata |
|        | Sant Antoni de Pàdua                   | Aguilar de Segarra | capella                |           | 41° 42′ 49″ N, 1° 39′ 47″ E / 41.7137377600411°N,1.66318290415468°E    |           |                                  | Modifica les dades a Wikidata |
|        | casa consistorial d'Aguilar de Segarra | Aguilar de Segarra | casa consistorial      |           | 41° 44′ 21″ N, 1° 37′ 52″ E / 41.7392753°N,1.6311418°E                 |           |                                  | Modifica les dades a Wikidata |
|        | els Túnels                             | Aguilar de Segarra | túnel                  |           | 41° 44′ 02″ N, 1° 38′ 26″ E / 41.7339638785663°N,1.6406506821028°E     |           |                                  | Modifica les dades a Wikidata |
|        | la Pedra                               | Aguilar de Segarra | menhir                 |           | 41° 43′ 57″ N, 1° 38′ 55″ E / 41.7325815790352°N,1.64868789676983°E    |           |                                  | Modifica les dades a Wikidata |